# Ruta CH-115
A Ruta CH-115 é uma rodovia que percorre a Região de Maule no Vale Central do Chile. A rodovia inicia em Talca e finaliza no Passo Internacional Pehuenche, a 2555 metros de altitude. A Rodovia continua na Argentina como Ruta Nacional 145.

## Áreas geográficas e Urbanas
- quilômetro 0 Comuna de Talca.
- quilômetro 98 Acesso a Central Cipreses.
- quilômetro 109 Quebrada Los Toros.
- quilômetro 165 Passo Fronteiriço Pehuenche.

## Alfândegas
- Complexo Fronteiriço Pehuenche Localizado entre os maciços andinos a 2550 metros de altitude.
- Documentos Aduanas Chile, Servicio Agrícola Ganadero, Policía de Investigaciones y Carabineros em La Mina.
- Horário Este passo fronteiriço encontra-se aberto de dezembro a março. O horário de entrada vai de 8 a 22 horas e o horário de saída de 8 a 18 horas.

## Setores da Rodovia
- Talca - La Mina - Rodovia pavimentada.
- La Mina - Passo Fronteiriço Pehuenche - Revestimento consolidado.